# Río Tahuanía
Der Río Tahuanía ist ein etwa 205 km langer rechter Nebenfluss des Río Ucayali im Osten von Peru in der Region Ucayali.

## Flusslauf
Der Río Tahuanía entspringt im äußersten Südosten des Distrikts Tahuanía in der Provinz Atalaya in einem Höhenrücken auf einer Höhe von ungefähr 380 m. Der Höhenrücken bildet auch das Quellgebiet des weiter nördlich verlaufenden Río Sheshea, der beiden Yurúa-Nebenflüsse Río Dorado und Huacapistea sowie des Río Cohengua und dessen Nebenflusses Quebrada Mashansha. Der Río Tahuanía durchquert das Amazonastiefland, anfangs in nordwestlicher, ab Flusskilometer 160 in westsüdwestlicher Richtung. 25 km oberhalb der Mündung liegt die Siedlung Puerto Alegre am rechten Flussufer. Anschließend wendet sich der Río Tahuanía in Richtung Nordnordwest und mündet schließlich auf einer Höhe von etwa 180 m 10,5 km südsüdwestlich der Kleinstadt Bolognesi in den nach Norden strömenden Río Ucayali.

## Einzugsgebiet
Der Río Tahuanía entwässert ein Areal von ungefähr 1900 km². Dieses erstreckt sich entlang der südöstlichen Grenze des Distrikts Tahuanía und ist mit tropischem Regenwald bedeckt. Das Einzugsgebiet des Río Tahuanía grenzt im Nordwesten an das des Río Cumaría, im zentralen Norden an das des Río Genepanshea, im Nordosten an das des Río Sheshea, im äußersten Osten an das des Río Huacapistea sowie im Süden an das des Río Cohengua.